# Farul Melilla
Farul Melilla este farul orașului spaniol Melilla, este situat pe strada Miguel Acosta din Melilla la Vieja și face parte din Complexul Istoric Artistic al Orașului Melilla, Bun de Interes Cultural.

## Istorie

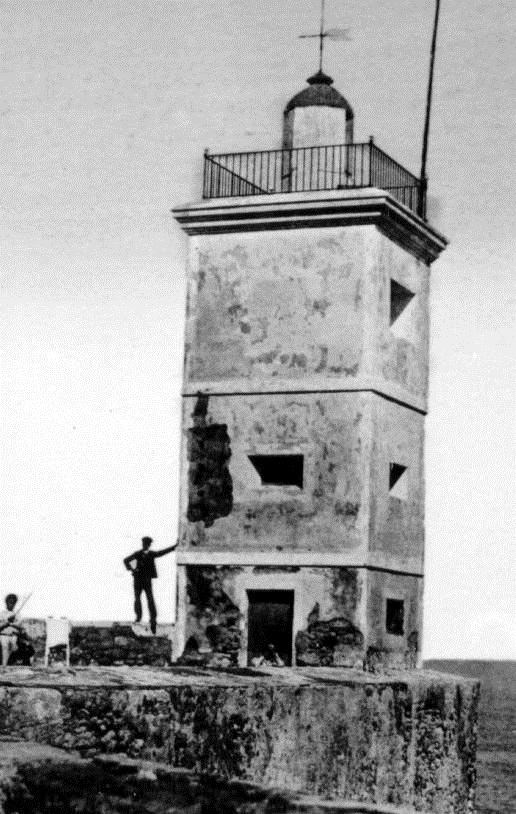
Torre del Vigía de Mar. Pe locul actualului far

A fost construită în 1918 pe turnul Bonete, pe locul unui mic far construit în 1854, care va fi numit turnul Vigía de Mar în 1903.
În prezent, găzduiește Fundația Orașului Monumental Melilla, care își propune ca Melilla să fie proclamată oraș al Patrimoniului Mondial și este responsabilă pentru reparații minore în situl istoric.
Acest far este unul dintre cele patru faruri spaniole de pe coasta Africii împreună cu cel din Ceuta, Peñón de los Vélez și cel din Insulele Chafarinas.

## Descriere
Este o clădire pătrată, cu parter și etaj cu o terasă interioară porticata și pereți exteriori din piatră neagră de la Muntele Gurugú la care se adaugă un turn cilindric, farul, cu un felinar. Fațadele au deschideri cu arc segmentat, cu cheile de boltă evidențiate, iar pieptarul clădirii fiind din cărămidă vopsită, în locul balustradei originale.

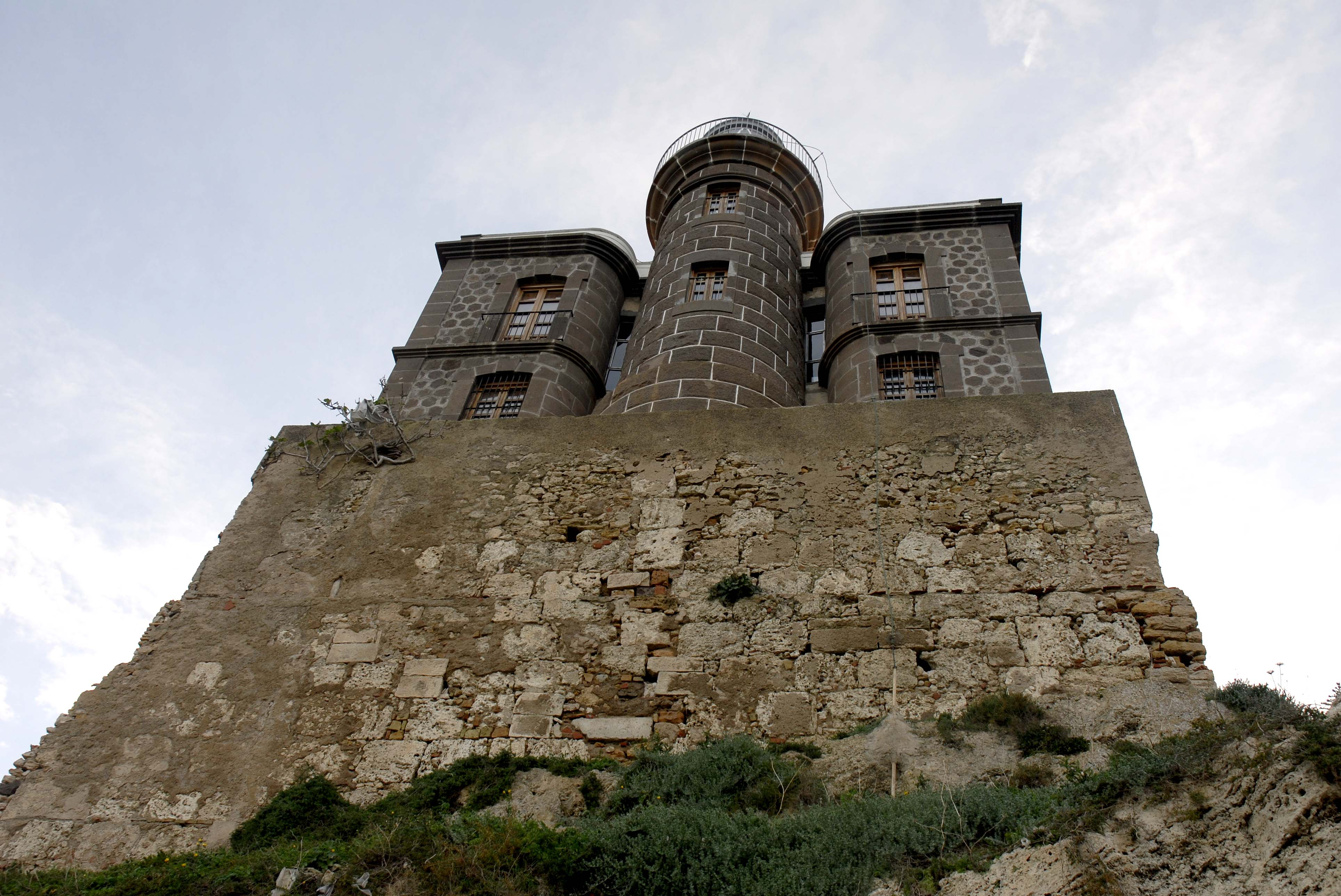
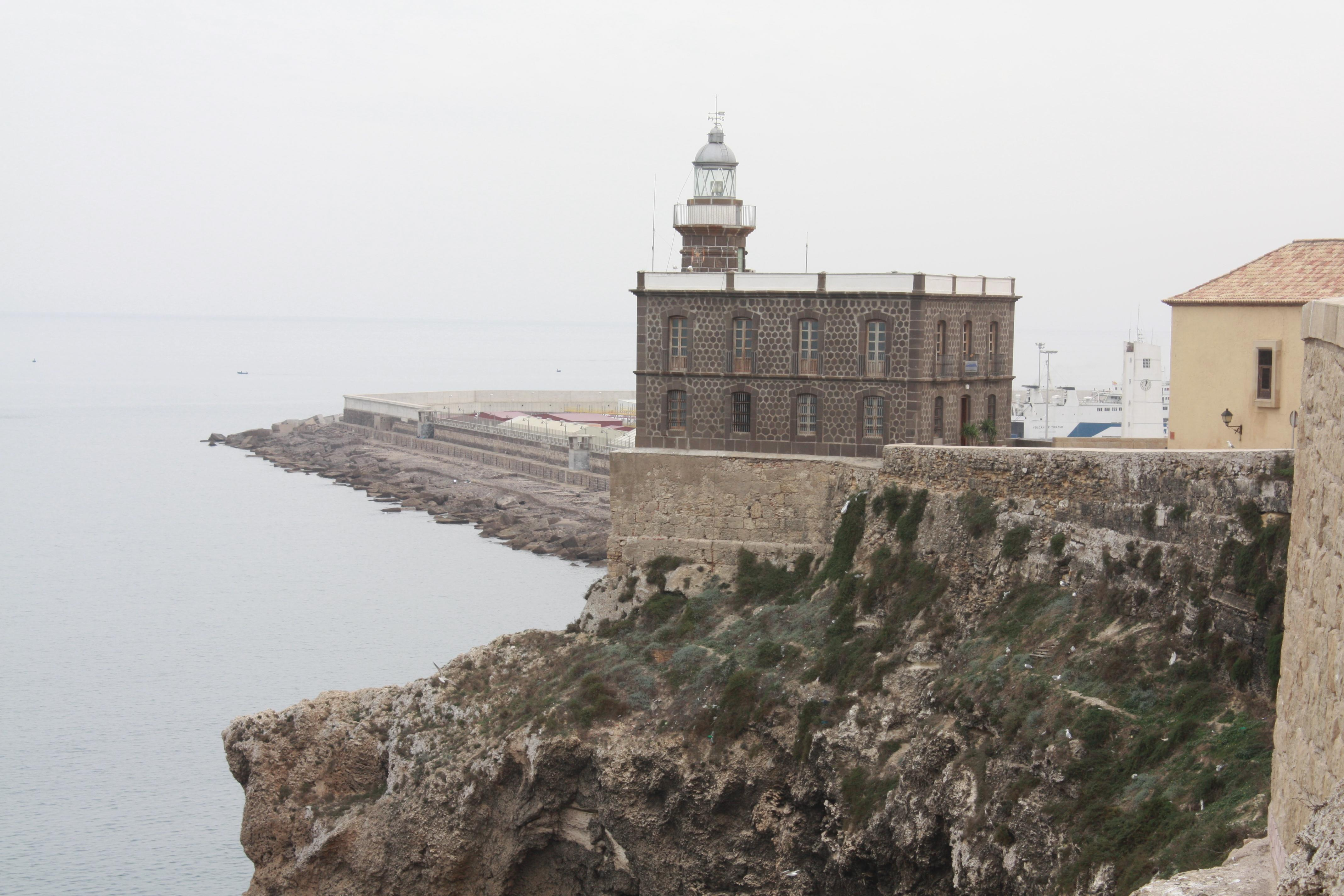
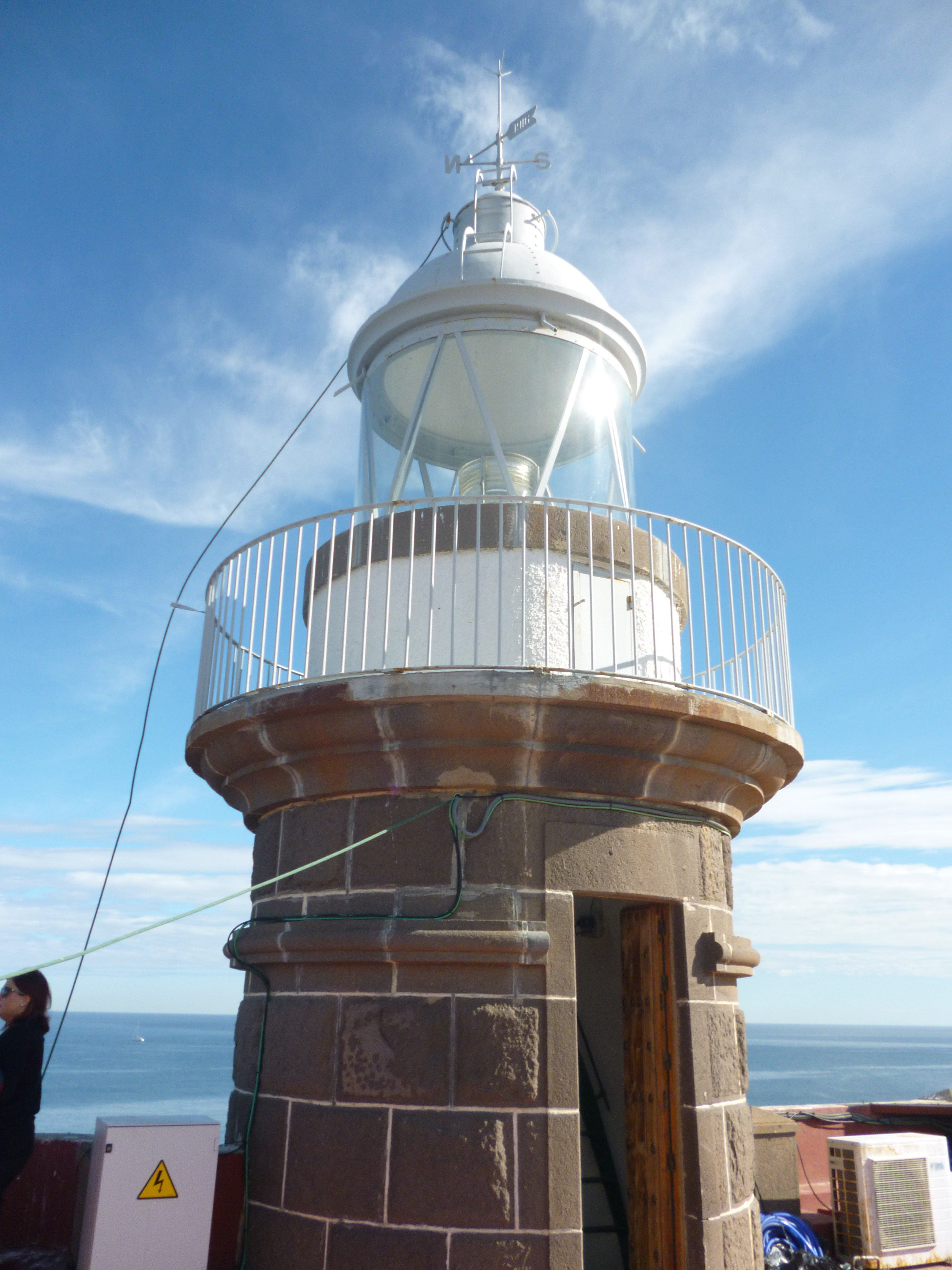
Lanternă